# La Buisse
La Buisse és un municipi francès situat al departament de la Isèra i a la regió d'Alvèrnia-Roine-Alps. L'any 2007 tenia 2.637 habitants.

## Demografia

### Població
El 2007 la població de fet de La Buisse era de 2.637 persones. Hi havia 937 famílies de les quals 167 eren unipersonals (92 homes vivint sols i 75 dones vivint soles), 267 parelles sense fills, 430 parelles amb fills i 73 famílies monoparentals amb fills.
La població ha evolucionat segons el següent gràfic:
Habitants censats

### Habitatges
El 2007 hi havia 1.001 habitatges, 954 eren l'habitatge principal de la família, 17 eren segones residències i 29 estaven desocupats. 794 eren cases i 205 eren apartaments. Dels 954 habitatges principals, 766 estaven ocupats pels seus propietaris, 178 estaven llogats i ocupats pels llogaters i 9 estaven cedits a títol gratuït; 10 tenien una cambra, 46 en tenien dues, 110 en tenien tres, 247 en tenien quatre i 541 en tenien cinc o més. 787 habitatges disposaven pel capbaix d'una plaça de pàrquing. A 322 habitatges hi havia un automòbil i a 591 n'hi havia dos o més.

### Piràmide de població
La piràmide de població per edats i sexe el 2009 era:
| Homes | Edats   | Dones |
| ----- | ------- | ----- |
| 0     | 95 o +  | 8     |
| 0     | 90 a 94 | 0     |
| 0     | 85 a 89 | 16    |
| 0     | 80 a 84 | 4     |
| 12    | 75 a 79 | 16    |
| 36    | 70 a 74 | 40    |
| 36    | 65 a 69 | 44    |
| 64    | 60 a 64 | 32    |
| 44    | 55 a 59 | 64    |
| 84    | 50 a 54 | 72    |
| 116   | 45 a 49 | 132   |
| 124   | 40 a 44 | 124   |
| 96    | 35 a 39 | 96    |
| 52    | 30 a 34 | 88    |
| 76    | 25 a 29 | 56    |
| 76    | 20 a 24 | 64    |
| 120   | 15 a 19 | 56    |
| 136   | 10 a 14 | 140   |
| 92    | 5 a 9   | 92    |
| 52    | 0 a 4   | 68    |

## Economia
El 2007 la població en edat de treballar era de 1.838 persones, 1.361 eren actives i 477 eren inactives. De les 1.361 persones actives 1.266 estaven ocupades (693 homes i 573 dones) i 95 estaven aturades (37 homes i 58 dones). De les 477 persones inactives 129 estaven jubilades, 201 estaven estudiant i 147 estaven classificades com a «altres inactius».

### Ingressos
El 2009 a La Buisse hi havia 1.007 unitats fiscals que integraven 2.851 persones, la mediana anual d'ingressos fiscals per persona era de 22.647 €.

### Activitats econòmiques
Dels 84 establiments que hi havia el 2007, 1 era d'una empresa extractiva, 1 d'una empresa alimentària, 1 d'una empresa de fabricació d'elements pel transport, 6 d'empreses de fabricació d'altres productes industrials, 16 d'empreses de construcció, 16 d'empreses de comerç i reparació d'automòbils, 5 d'empreses de transport, 2 d'empreses d'hostatgeria i restauració, 2 d'empreses d'informació i comunicació, 2 d'empreses financeres, 7 d'empreses immobiliàries, 9 d'empreses de serveis, 9 d'entitats de l'administració pública i 7 d'empreses classificades com a «altres activitats de serveis».
Dels 20 establiments de servei als particulars que hi havia el 2009, 2 eren tallers de reparació d'automòbils i de material agrícola, 1 guixaire pintor, 4 fusteries, 1 lampisteria, 6 electricistes, 2 perruqueries, 1 restaurant, 2 agències immobiliàries i 1 saló de bellesa.
L'únic establiment comercial que hi havia el 2009 era una fleca.
L'any 2000 a La Buisse hi havia 25 explotacions agrícoles que ocupaven un total de 590 hectàrees.

## Equipaments sanitaris i escolars
L'únic equipament sanitari que hi havia el 2009 era una farmàcia.
El 2009 hi havia 1 escola maternal i 1 escola elemental.

## Poblacions més properes
El següent diagrama mostra les poblacions més properes.